# Konflikt med družinskim in poklicnim življenjem
Konflikt med zasebnim, natančneje družinskim življenjem in poklicnim življenjem se pojavi, ko čas, obremenitve ali določena vedenja, ki jih zahteva opravljanje ene vloge (družinske ali poklicne) otežuje opravljanje druge. Pojavijo se situacije, ko so naloge ene izmed vlog neskladne z nalogami druge. Konflikt se lahko pojavi v dveh smereh: delo lahko moti družinske zahteve (konflikt dela z družino) ali pa družina vpliva na sposobnost opravljanja delovnih zahtev (konflikt družine z delom).
Delo in družina sta ena izmed pomembnejših vidikov človeškega odraslega življenja in večkrat nanju gledamo kot na temelj človeškega obstoja. Sposobnost posameznikov za uspešno usklajevanje zahtev dela in družina je odvisna od več dejavnikov, kot so npr. vrsta poklica, vrsta organizacije, v kateri so zaposleni, ekonomija, socialno in kulturno okolje. Pri posameznikih, ki morajo redno usklajevati svoje poklicne in družinske vloge, se kaže več posledic pri njihovem zadovoljstvu pri delu, fizičnem in psihičnem zdravju ter absentizmu. Med drugim vpliva tudi na strategije spoprijemanja s problemi in psihološko blagostanje.
Po drugi strani se lahko družinska in poklicna vloga tudi medsebojno dopolnjujeta.

## Oblike konflikta
Konflikt med delom in družino je dvosmeren. Razlikujemo med konfliktom dela z družino in konfliktom družine z delom. 
Konflikt dela z družino se pojavi, ko izkušnje in naloge na delovnem mestu vplivajo na družinsko življenje, kot so obsežni, neredni ali neprilagodljivi delovni čas, preobremenjenost pri delu, stres pri delu, medosebni konflikti na delovnem mestu, službena potovanja, karierni prehodi ali nerazumevajoč delodajalec. Primer konflikta dela z družino je npr. staršu nepričakovan sestanek po delovnem času preprečuje, da bi svojega otroka lahko pobral v šoli.
Konflikt družine z delom pa se pojavi, ko izkušnje in naloge v družinskem okolju vplivajo na delovno življenje, kot so prisotnost majhnih otrok, odgovornost za otroke, skrb za starše, medosebni konflikti v družini ali nepodpirajoči družinski člani. Dokazano je, da konflikt družine z delom povzroči nižjo produktivnost na delovnem mestu.
Razlikujemo tri večje vzroke, zaradi katerih lahko pride do konflikta: zaradi pomanjkanja časa, zaradi obremenitev ali zaradi določenih vedenj.
Konflikt, zaradi pomanjkanja časa se pojavi, ko posamezne vloge "tekmujejo" za posameznikov čas, saj naj bi lahko čas praviloma posvetili le izpolnjevanju nalogam ene vloge, s tem pa zapostavili naloge druge. Konflikt, zaradi pomanjkanja časa je dosleden s prekomernim delovnim časom in urnikom ter preobremenjenostjo vlog. Ta konflikt se lahko kaže na dva načina: časovni pritiski povezani s članstvom v eni vlogi lahko fizično onemogočajo izpolnitev nalog druge vloge ali pa ti pritiski povzročijo preokupacijo z eno vlogo, tudi ko se posameznik trudi izpolnjevati še naloge druge. Pozitivno je povezan s številom ur, ki ga posameznik preživi na delovnem mestu - več ur, ko posameznik dela, večji je konflikt, ki ga doživlja, z nedoslednostjo delovnega časa in količino nadur. Do konflikta pa lahko pride tudi zaradi družinske vloge, ki od osebe zahteva veliko časa za družinske aktivnosti. Poročeni ljudje doživljajo več takšnih konfliktov kot neporočeni ljudje. Prav tako več konflikta doživljajo starši kot posamezniki brez otrok. Starši mlajših otrok, ki od njih zahtevajo več časa, doživljajo več konflikta kot starši starejših otrok. Tudi starši z več otroci doživljajo višje stopnje konflikta. V velikih družinah konflikt primarno doživljajo ženske, katerih možje se v večji meri posvečajo svoji karieri, z družino pa preživljajo manj časa. To povzroči, da njegove odgovornosti padejo na ženo, ki posledično doživlja višjo stopnjo konflikta. V skladu s tem je nivo doživljanja konflikta med poklicnim in družinskim življenjem pri ženskah neposredno povezan s številom ur delovnega časa, ki ga ima njihov mož. Poročene ženske, ki so zaposlene za polovični delovni čas prav tako večkrat občutijo konflikte v povezavi z družino kot tiste, ki so zaposlene za polni delovni čas, saj je možno da občutijo preokupacijo z vlogami, saj so hkrati zaposlene in vodijo celotno gospodinjstvo.
Konflikt, zaradi obremenitev se pojavi, ko obremenitev ene vloge vpliva na obremenitve druge vloge. Vloge so nezdružljive v smislu, da napetost, ki se je pojavila v sklopu ene vloge otežuje izpolnjevanje zahtev druge. Obstaja namreč veliko dokazov, da lahko delovni stresorji povzročijo obremenitvene simptome, kot so napetost, tesnoba, utrujenost, depresija, apatija in razdražljivost. Dvoumnost in konflikt znotraj vloge na delovnem mestu se pozitivno povezujeta s konfliktom med zasebnim in poklicnim življenjem, tega pa prav tako povzročata nizka raven podpore nadrejenega in nizke stopnje komunikacije z nadrejenimi. S konfliktom, ki ga doživljamo zaradi obremenitev so povezani naslednji delovni stresorji: stopnja sprememb delovnega okolja, sodelovanje v dejavnostih, stres pri komuniciranju in mentalno koncentracijo, ki se zahteva pri delu. Konflikt, zaradi obremenitev se negativno povezuje z izzivom naloge, raznolikostjo in pomembnostjo naloge, vendar je pozitivno povezan s stopnjo avtonomije (zadovoljstvo z izzidi in organizacijo dela) pri izvajanju dela. Podpora s strani zakonca zniža stopnjo doživljanja konflikta med družinskim in poklicnim življenjem. V primeru, da ima mož profeminističen odnos in se vede podporno lahko nekoliko zniža ženino doživljanje konflikta povezanega z obsežnim vključevanjem v delovno okolje. Greenhaus in Beutell (1982) sta ugotovila, da ženske, katerih poklicne usmeritve se razlikujejo od tistih, ki jih imajo njihovi možje, doživljajo velik konflikt med družinskimi in poklicnimi vlogami. K družinski napetosti lahko prispeva tudi neenako mnenje moža in žene glede družinskih vlog in neenakosti moža in žene v odnosu do ženine zaposlitve. Predpostavljajo namreč, da neenakost mnenj zakoncev glede osnovnih prepričanj lahko oslabi podporni sistem in povzroča stres.  
Konflikt, zaradi pomanjkanja časa in konflikt, zaradi obremenitev imata veliko podobnosti znotraj povezave z delom, saj do obeh lahko pride zaradi dolgega delovnega časa, nefleksibilnih urnikov, nadur, ipd.
Konflikt, zaradi določenih vedenj se pojavi, ker določeni vzorci vedenja, ki jih zahteva opravljanje vloge niso skladne z vedenjem, ki se zahteva v drugi. Npr. vloga moškega na delovnem mestu zahteva samozavest, čustveno stabilnost, agresivnost in objektivnost, medtem ko člani družine na drugi strani od njega zahtevajo, da je topel, skrben, čustven v odnosih z njimi. V kolikor posameznik ni zmožen prilagajati vedenja pričakovanjem, ki jih zahteva posamezna vloga, bo med temi vlogami doživljal konflikt.  Vedenjski slogi, ki jih moški izkazuje na delu (brezosebnost, logika, moč, avtoriteta) so lahko nezdružljivi z vedenjem, ki ga otroci želijo od njih v družinskem okolju, zaradi česar so mnogi mladi zaposleni ujeti med dvema nezdružljivima sistemoma vedenja oziroma sistemoma vrednot - po eni strani morajo izkazovati čustveno omejenost, ki naj bi se na delovnem mestu krepila in po drugi pa odprtost, ki jo od njih pričakujejo družinski člani. 

## Razlike v doživljanju konflikta glede na starost
Tekom življenja se spreminjajo tako izkušnje ter ranljivost družinskih in poklicnih vlog za doživljanje konflikta med družinskim in poklicnim življenjem kot tudi posameznikove prioritete v povezavi z delom in družino. Karierni razvoj posameznika se pojavlja sočasno z rastjo družine (zakonski stan, rojstvo otrok, ipd.). Podatki iz leta 2002 (Nacionalna študija o spremembah delovne sile) kažejo, da je usklajevanje delovnega, zasebnega in družinskega življenja enostavno oziroma zelo enostavno za 69% delavcev, starih 60 let in več, medtem ko je delež pri mlajših delavcih 41%. Starejši delavci tudi manj pogosto poročajo o negativnih vplivih dela na družino in družine na delo. Posamezniki, ki so starejši od 55 let in nimajo več doma otrok (obdobje praznega gnezda) poročajo o najnižji stopnji doživljanja konflikta med družinskim in poklicnim življenjem. Konflikt med delom in družino v različnih družinskih obdobjih je bolj spremenljiv pri ženskah kot pri moških. Pri moških se skozi družinska obdobja ne pokaže nobenih razlik v stopnji doživljanja konflikta, z izjemo dejstva da moški v obdobju praznega gnezda doživljajo pomembno nižjo stopnjo konflikta dela z družino kot v drugih družinskih obdobjih. Pri ženskah se največja stopnja doživljanja konflikta med delom in družino pokaže, ko je najmlajši otrok v družini star od 3 do 12 let. Največja stopnja doživljanja konflikta med družinskim in zasebnim življenjem se pojavlja v času, ko je najmlajši otrok v družini star pet let ali manj, vendar le za konflikt družine z delom. V obdobju praznega gnezda, torej ko otroci oddidejo od doma, pa naj bi starša doživljala najnižjo stopnjo konflikta.
Doživljanje konflikta med družinskim in poklicnim življenjem glede na starost uprizorimo z narobe obrnjeno U-krivuljo. Najmanj konflikta tako doživljajo najmlajši in najstarejši delavci. To krivuljo pa moramo obravnavati z določenimi zadržki, saj avtorji niso upoštevali spremenljivk, ki lahko medsebojno vplivajo ali se sooblikujejo s starostjo. Upoštevati je potrebno tudi značilnosti družine in spol posameznika. 

## Razlike v doživljanju konflikta glede na spol
Ženske naj bi na splošno doživljale več konflikta med družinskim in poklicnim življenjem, čeprav so te povezave zelo majhne. Moški pa naj bi poročali o doživljanju višje stopnje konflikta dela z družino, zaradi pomanjkanja časa, čeprav so tudi te povezave zelo majhne. O večjem doživljanju konflikta med delom in družino poročajo matere kot očetje in ženske v družinah z dvojnim zaslužkom. Moški v družinah z dvojnim zaslužkom in ženske, ki so v istem poklicu kot njihovi soprogi, pa poročajo o višji stopnji doživljanja konflikta dela z družino. Upoštevati moramo dejstvo, da ko so razlike med moškimi in ženskami vlogami minimalne, so izkušnje žensk in moških v družinskem in poklicnem okolju podobne, kar vodi do manjših razlik v doživljanju konflikta med spoloma.
Starejše ženske poročajo o manj težavah pri usklajevanju dela z družino od mlajših žensk. Natančneje, 34% žensk med 35 in 50 letom so poročale, da je usklajevanje dela in družine težko ali zelo težko v primerjavi z 19% žensk, ki so starejše od 50 let. Mlajše ženske prav tako doživljajo višjo stopnjo konflikta med družinskim in poklicnim življenjem od starejših. 
V družinah, katerih najmlajši otrok je v najstniških letih, so moški poročali o večjem doživljanju konflikta dela z družino kot ženske. Zadolžitve na delu in zaznana preobremenjenost dela sta povezana z manj pozitivnimi odnosi med očetom in najstnikom, kar lahko doprinese k stresu, ki ga prinesejo razvojne spremembe. Delo lahko moškim postane tudi bolj časovna ovira, ko prevzemajo družinske obveznosti, ki vključujejo najstnike (treniranje športnih ekip, učenje vožnje, vožnja otrok na druženje s prijatelji, ...). Mame naj bi imele več znanja in vpogleda v spremljanje odnosov z najstniki kot očetje. Ženske so v nasprotju z moškimi poročale o doživljanju višje stopnje konflikta družine z delom, ko je bil najmlajši otrok star med 2 in 12 let in v obdobju praznega gnezda. Kot možno razlago navajajo dejstvo, da imajo moški in ženske različne odgovornosti na tako na delu kot v družini. Moški naj bi navajali dajši delovnik kot ženske, medtem ko so ženske poročale o večjem številu gospodinskih opravil od moških. 

## Konflikt in kvaliteta življenja
Več avtorjev je kvaliteto življenja ponazorilo z modelom, ko so jo povezali s konfliktom med družinskim in poklicnim življenjem, kvaliteto poklicnega in kvaliteto zasebnega življenja ter splošnim zadovoljstvom. 
Kvaliteta poklicnega življenja je opredeljena kot celovit konstrukt, ki vključuje posameznikovo dobro počutje na delovnem mestu in obseg, do katerega so delovne izkušnje nagrajujoče, izpolnjujoče, za posameznika niso stresne in ne nosijo negativnih osebnih posledic. Konflikt med družinskim in poklicnim življenjem ter zadovoljstvo pri delu/kvaliteta poklicnega življenja so v negativni povezavi, torej večji kot je konflikt, manjše je zadovoljstvo pri delu.
Kvaliteta zasebnega življenja (družinskega življenja) je konstrukt, ki ocenjuje posameznikovo dobro počutje, ki ni povezano z delom in obseg, do katerega so njegove vloge starša, zakonca ali druge vloge, ki niso povezane z delom nagrajujoče, izpopolnjujoče, za posameznika niso stresne in ne prinašajo negativnih posledic. 
Konflikt med družinskim in poklicnim življenjem se močno negativno povezuje s kvaliteto zasebnega in poklicnega življenja ter kvaliteto življenja, najmočnejša negativna povezava pa se pojavi s kvaliteto življenja. Ne glede na izvor konflikta med družinskim in poklicnim življenjem pritisk, zaradi neskladnosti vlog, bolj znižuje dobro počutje v delovnem okolju kot v zasebnem življenju. 

## Konflikt in socialna podpora
Socialna podpora so psihološki ali materialni viri, ki jih zagotavljamo s socialnimi odnosi in zmanjšujejo obremenitve. Socialna podpora zmanjšuje obremenitve in izboljšuje zdravje, kakovost in količino spanja, dobro počutje posameznikov in zadovoljstvo z delom ter z družino. Dokazano je, da neformalna socialna podpora doma ali na delovnem mestu negativno vpliva na konflikt med družinskim in poklicnim življenjem. 
Posamezniki, ki zaznavajo visoko raven socialne podpore, manj verjetno zaznavajo in doživljajo konflikt med družinskim in poklicnim življenjem v primerjavi s tistimi, ki zaznavajo nižjo stopnjo socialne podpore.  Omenimo lahko tudi, da je podpora zakonca in nadzornika pri delu pozitivno povezana s kvaliteto življenja, saj kot mehanizem spoprijemanja ublaži vpliv konflikta med družinskim in poklicnim življenjem na kvaliteto življenja. Socialna podpora na delovnem mestu igra veliko vlogo pri posameznikovem spoprijemanju s konfliktom med družinskim in poklicnim življenjem. Konflikt dela z družino je bolj povezan s socialno podporo v poklicnem okolju kot konflikt družine z delom, medtem ko se s konfliktom dela z družino povezujeta tako socialna podpora doma kot na delovnem mestu. Na splošno je socialna podpora koristna v okoliščinah, v katerih je potrebna ali jo ljudje dojemajo kot koristno.   V kolektivističnih družbah se concept socialne podpore obravnava kot breme za družbene odnose in harmonijo, kar posledično zmanjšuje njeno zaznano uporabnost.   Skladno s tem, je bila socialna podpora na delovnem mestu manj povezana s konfliktom dela z družino v državah z višjim kolektivizmom kot v državah z nižjim kolektivizmom. Visoko asertivne države so imele večje in močnejše povezave med socialno podporo in konfliktom med družinskim in poklicnim življenjem. 

## Konflikt in kariera
Izkazalo se je, da obveznosti na delovnem mestu posegajo v družinsko okolje (konflikt dela z družino), kar pri zakoncih ali partnerjih izzove negativne reakcije, hkrati pa s tem vpliva tudi na delovno okolje, natančneje na delovne rezultate ali kariero posameznika. Visoka stopnja doživljanja konflikta dela z družino ustvarja stresne situacije, ki vodijo do odtakanja virov – ker imajo zaposleni manj motivacijskih virov za opravljanje svojih delovnih in poklicnih vlog, trpijo njihovi odnosi in vedenja do le teh. Konflikt dela z družino sčasoma izčrpa sredstva zaposlenih, kar povzroča stres na delovnem mestu, čustveno izčrpanost in izgorelost (posledično večji življenjski distres in slabše fizično zdravje).
Čustvena izčrpanost je pomemben vedenjski znak, ki razlaga odnos med konfliktom dela z družino in oceno nadrejenega o delovčevem sodelovanju na delu. Ko posamezniki doživljajo konflikt med delom in družino, poročajo o čustveni izčrpanosti, kar privede do nižje sposobnosti kognitivnega funkcioniranja na delovnem mestu. Supervizorji morda nemorejo v celoti prepoznati konflikta med delom in družino pri svojih zaposlenih kot se kaže pri njih doma, lahko pa zaznajo posameznikovo stopnjo angažiranosti za delo. Konflikt med delom in družino je preko čustvene izčrpanosti in oceno nadrejenega o delavčevem sodelovanju negativno povezan z delovnim uspehom (napredovanjem, ocenami učinkovitosti in plačo). 

## Doživljanje konflikta pri posameznikih iz skupnosti LGB
Delovno in družinsko okolje vpliva na družine LGB (istospolni par, z ali brez otrok) drugače kot na dvospolne, saj delavci iz LGB skupnosti občutijo dodatne napore in tako občutijo svojevrsten konflikt med družinskim in delovnim življenjem, ki pri njih pušča edinstvene posledice. Na samo doživljanje konflikta med družinskim in poklicnim življenjem pri članih družine LGB lahko vpliva izključitev istospolnih družin iz tradicionalne definicije družine, s čimer ustvarimo družinsko stigmatizacijo. Družinska stigmatizacija lahko privede do dodatnih izzivov za delavce iz LGB skupnosti, veliko bolj kot samo vedenje, da je pripadnik LGB skupnosti. Tudi delavci, ki svoje homoseksualnosti ne skrivajo, se o tem na delovnem mestu težko pogovarjajo in to izkazujejo (npr. s sodelavci se o istospolni zvezi težko pogovarjajo, partnerja neradi pripeljejo na delovne dogodke, ipd.), saj lahko pogovori o istospolnem razmerju poveča družinsko stigmatizacijo in s tem potencialno zveča njihovo izključenost in sovražnost proti njim. Delavci iz LGB družin se ne soočajo le s svojimi konflikti, temveč tudi s stigmatiziranimi konflikti njihovih partnerjev in otrok. Na primer, če eden izmed partnerjev skriva svojo istospolnost, drugi pa vztraja, da jih obiskuje na delovnem mestu, lahko to vpliva na odnose v družini in na delovnem mestu. 
Posamezniki, ki živijo v LGB družini, zaradi pomanjkanja priznanja istospolnih družin v skupnostih, v katerih živijo in organizacijah, v katerih delajo, pogosto doživljajo dodatne neenakosti oziroma ne morejo dostopati do ugodnosti pri delu (otroške in/ali partnerske ugodnosti). Ko so delavci iz LGB skupnosti na delovnem mestu stigmatizirani, doživljajo višjo stopnjo stresa, diskriminacije in nadlegovanja od svojih heteroseksualnih sodelavcev. Dodatni stresorji povečujejo ranljivost posameznikov ne negativne rezultate duševnega zdravja in neposredno vplivajo na družinsko in delovno okolje zaposlenih, še posebej tistih, kateri menijo da je njihova družina stigmatizirana. Zaradi tega čutijo pritisk po ločevanju svojega delovnega in družinskega življenja ali celo zanikajo obstoj istospolnega partnerja in si izmislijo heteroseksualno družino, kar pa privede do večjega doživljanja konflikta med delovnim in družinskim življenjem. Posamezniki iz LGB skupnosti, ki so občutili družinsko stigmatizacijo na delovnem mestu, so doživljali vse tri oblike konflikta med družinskim in delovnim življenjem in se vedli tako, da bi zaščitili sebe in svojo družino pred posledicami povezovanja dela in družine (odrekli so se ugodnostim družinskih dodatkov, prikrivali podatke  o svoji zvezi, preprečevali partnerju, da jih obišče na delovnem mestu, niso izobešali družinskih fotografij v pisarni, ipd.).